# بخش فرانکلین (شهرستان توسکاراواس، اوهایو)
بخش فرانکلین (به انگلیسی: Franklin Township) یک منطقهٔ مسکونی در ایالات متحده آمریکا است که در شهرستان توسکاراوس، اوهایو واقع شده‌است. بخش فرانکلین ۶۰٫۵ کیلومتر مربع مساحت و ۴٬۲۴۴ نفر جمعیت دارد و ۲۸۷ متر بالاتر از سطح دریا واقع شده‌است.